# Mare de Déu de Refet
Mare de Déu de Refet és una església de Seró, al municipi d'Artesa de Segre (Noguera) inclosa en l'Inventari del Patrimoni Arquitectònic de Catalunya.
Està situada al nord de Seró, a l'indret de Refet, als peus de l'altiplà de la Força. És de planta quadrada amb teulada de dos vessants.

## Descripció

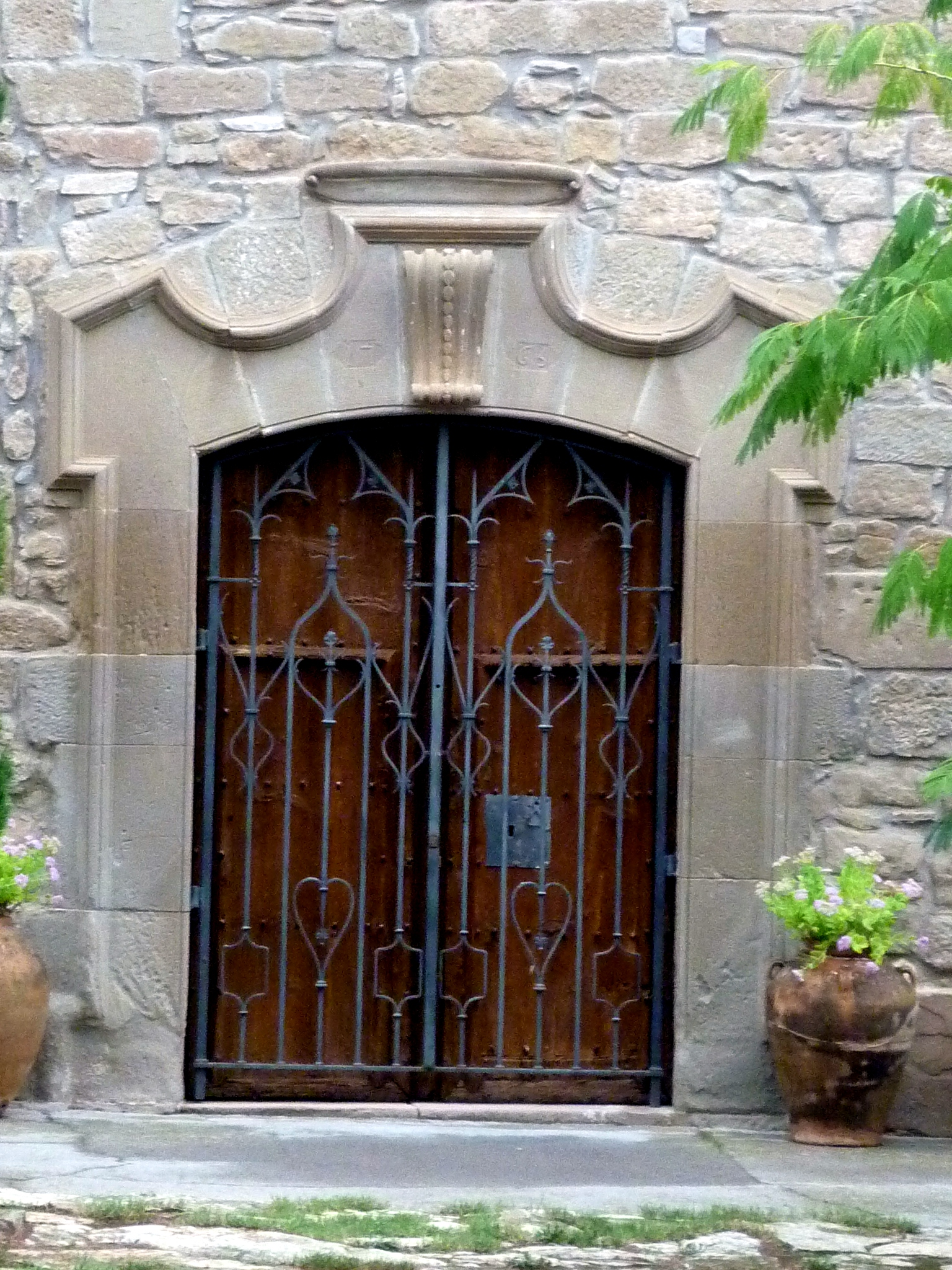
Portada

Consta de tres parts: capella al mig, amb el presbiteri i el cambril; part del migjorn la casa té uns baixos i dues plantes, mentre el nord s'obren els magatzems i els corrals. Accés protegit per un tancat i un cobert amb arcades i finestrals. Destaca la portalada d'accés a la capella i el petit campanar del carener.

## Història
EL 1727 un document de matrimoni esmenta la seva existència, i el 1716 rebé la visita del bisbat. L'any 1765 es consuma la construcció de la capella actual i retaule. El 1858 es refà la casa del costat. El 1935 es cremà la capella i destrossaren la imatge del Sant Crist. Quatre anys més tard se celebrà la reposició de la imatge romànica de la Verge. El 1973 s'ha portat a terme la reconstrucció de santuari i es posà la llum.